# Dugald Stuart, 2. Baronet
Sir Dugald Stuart, 2. Baronet († 1672) war ein schottischer Adliger.
Er entstammte einer Bastardlinie des Hauses Stewart, die seit dem 15. Jahrhundert das Erbamt des Sheriffs der Grafschaft Bute innehatte (siehe Stuarts of Bute). Er war der Sohn und Erbe des Sir James Stuart, 1. Baronet, aus dessen Ehe mit Grizel Campbell.
Beim Tod seines Vaters erbte er 1662 dessen Adelstitel als 2. Baronet, of Bute, dessen Ländereien, insbesondere das Gut Ardmaleish auf der Isle of Bute, sowie das Erbamt des Sheriffs von Bute.
1658 heiratete er Elizabeth Ruthven, Tochter des Sir John Ruthven, Gutsherr von Dunglass, Generalmajor in schwedischen Diensten, und der Lady Barbara Leslie (Tochter des Alexander Leslie, 1. Earl of Leven). Mit mehrere Töchter, sowie folgende zwei Söhne:
- James Stuart, 1. Earl of Bute, 3. Baronet († 1710), ⚭ (1) 1680 Agnes Mackenzie, (2) ⚭ nach 1696 Christian Dundas;
- Dugald Stuart, Lord Blairhall († 1712), Richter am Court of Session, ⚭ Mary Bruce.